# Antoni Cañete i Martos
Antoni Cañete i Martos   (Barcelona, 1963) és un empresari, professor i dirigent patronal català. Exerceix des del 23 de febrer de 2021 la presidència de la patronal catalana PIMEC. És fundador i president de la Plataforma Multisectorial contra la Morositat (PMcM) i vicepresident i membre de la Junta Directiva de la patronal europea SMEunited.

## Biografia
Cañete és enginyer electrònic industrial per la Universitat Politècnica de Catalunya i professor titular de cicles formatius de Grau Mitjà i Superior (en excedència), així com professor ponent en programes i màsters empresarials.
Als seus inicis professionals va gestionar els negocis familiars (com un supermercat de barri) i entre 1999 i 2007 va impulsar la creació i posteriorment dirigir COFME, SA (Consorci de Fabricants de Material Elèctric), una plataforma empresarial de pimes del sector del material elèctric per competir a nivell internacional amb les grans empreses del sector. En aquella època també fou secretari general d'AMEC-AMELEC, l'Associació Espanyola de Fabricants Exportadors de Material Elèctric i Electrònic.
Entre 2005 i 2021 fou secretari general de PIMEC, fins que el febrer de 2021 va succeir al seu històric president Josep González i Sala, després d'unes eleccions on va aconseguir, amb una candidatura continuista, el 80% dels suports davant del candidat d'Eines Pimec, Pere Barrios. També és president de la Plataforma Multisectorial contra la Morositat (PMcM) i vicepresident primer i portaveu de CONPYMES (oficialment Plataforma Multisectorial En Defensa De Las Pymes), patronal espanyola de pimes i autònoms amb un projecte diferenciat del de Cepyme, que forma part de la CEOE, a diferència de CONPYMES. Segons l'acta fundacional de 18 de gener de 2018 de CONPYMES, els seus fins són promoure un capitalisme inclusiu basat en la igualtat d'oportunitats, en lluita contra els oligopolis de rendes excessives, en defensa dels terminis de pagament a les pimes no abusius i en favor de la competència lleial.
A nivell internacional, des de l'1 de desembre de 2022 és un dels vicepresidents de la patronal europea SMEunited, quan hi fou escollit en la seva assemblea general i reelegit un any després. Entre les prioritats que va marcar per al seu càrrec foren la lluita contra la morositat, l'impuls de la formació professional o la transició energètica, així com demanar que la UE miri més cap els països de la riba sud de la Mediterrània, on hi ha fonts d'energia i molt de capital humà, a banda de mercats de consum futurs.
D'altra banda, ha desenvolupat i col·laborat en programes Internacionals amb la Comissió Europea com el programa LEONARDO, així com en programes d'internacionalització amb l'ICEX i ACCIÓ (Agència per a la Competitivitat de l'Empresa). Fou escollit un dels 20 representants de la societat civil per participar en el grup de treball Reactivació Econòmica de la Comissió per a la Reconstrucció Social i Econòmica del Congrés dels Diputats amb l'objectiu de proposar mesures d'impuls en l'escenari post covid-19 en els diferents àmbits productius. Ocupa el càrrec de conseller en diverses companyies privades com FIRMAPROFESSIONAL i la corredoria d'assegurances PIME Mediació.